# Catasticta nimbice
Catasticta nimbice is een vlinder uit de onderfamilie Pierinae van de familie van de witjes (Pieridae).
De wetenschappelijke naam van de soort werd in 1836 gepubliceerd door Jean Baptiste Boisduval.

## Ondersoorten
- Catasticta nimbice nimbice
- Catasticta nimbice bryson
- Catasticta nimbice ligata
- Catasticta nimbice ochracea